# Airfix Dogfighter
Airfix Dogfighter – komputerowy symulator lotu bojowego wyprodukowany przez Unique Development Studios oraz Paradox Entertainment i wydany w 2000 roku przez Eon Digital Entertainment, a w Polsce przez Licomp Empirical Multimedia. Gracze mają do dyspozycji 15 miniaturowych plastikowych samolotów firmy Airfix odwzorowujących maszyny używane w II wojnie światowej, a gra toczy się w przestrzeniach domu z lat pięćdziesiątych.

## Opis
Gra pozwala wcielić się w siły Aliantów lub Państw Osi, posiadające bazy w oddzielnych częściach domu. Walki powietrzne rozgrywają się w pomieszczeniach domu oraz w przydomowym ogródku. Gracz może niszczyć elementy domowego wyposażenia, takie jak wazony, aby zdobyć ukryte bonusy. Fabuła gry czerpie z historycznych wydarzeń Bitwy o Anglię.
W czasie rozgrywki można wybrać spośród kilku rodzajów uzbrojenia. Karabiny maszynowe, działa, rakiety i bomby, które stają się silniejsze, gdy gracz odblokuje pięć poziomów technologicznych, są dostępne dla obu stron. Dodatkowo Państwa Osi mają dostęp do rakiet naprowadzanych oraz lasera, zaś Alianci do szybujących min i działa Tesli, które może porazić wiele wrogich jednostek jednocześnie. Obie strony odblokowują także bombę atomową w ostatniej misji kampanii. Bronie specjalne mają od razu najwyższy poziom technologiczny i zdobyte bonusy nie wpływają na nie.
W kampanii gracz walczy również z różnymi typami czołgów z II wojny światowej, na przykład Churchillem, Shermanem czy Tigerem, a także z łodziami podwodnymi pływającymi w wannie w łazience domu. Dostanie się do kolejnego pokoju jest uzależnione od zdobycia klucza do drzwi. Gracz po wybraniu strony jest ograniczony do poruszania się na parterze w kampanii Państw Osi lub na piętrze w kampanii Aliantów, a gdy próbuje wylecieć poza dozwolony obszar jego samolot zaczyna się palić i po chwili rozbija się. Po zakończeniu kampanii można latać po całym domu.

## Gra wieloosobowa i edytor
Gra posiada tryb wieloosobowy, w której gracz wybiera samolot i personalizuje go wybranymi insygniami, po czym walczy z innymi graczami w pokojach zaprojektowanych przez twórców lub stworzonych przez innych graczy w edytorze. Gra udostępnia także edytor poziomów, który pozwala tworzyć mapy z predefiniowanych pokojów i elementów wyposażenia.

## Odbiór gry
Gra otrzymała głównie pozytywne oceny krytyków, uzyskując według agregatora Metacritic średnią ocen wynoszącą 75/100 punktów oraz 75,31% według serwisu GameRankings.